# Ruta 239 (Costa Rica)
La Ruta 239, oficialmente Ruta Nacional Secundaria 239, es una ruta nacional de Costa Rica ubicada en las provincias de San José y Puntarenas.

## Descripción
En la provincia de San José, la ruta atraviesa el cantón de Puriscal (los distritos de Santiago, Mercedes Sur, San Antonio, Chires), el cantón de Mora (los distritos de Colón, Guayabo, Jaris).
En la provincia de Puntarenas, la ruta atraviesa el cantón de Parrita (el distrito de Parrita).